# Alsie Express
Alsie Express er et regionalt flyselskab fra Danmark. Selskabet har hub og hovedkontor på Sønderborg Lufthavn i Sønderborg.
Selskabet startede 17. juni 2013 ruteflyvninger imellem Sønderborg og Københavns Lufthavn. Flyflåden bestod af to eksemplarer af typen ATR 72-500 som er indrettet med kun 48 sæder, mod normalt 66. Begge fly opereres af Air Alsie.

## Historie
Selskabet blev etableret 22. april 2013 som et søsterselskab til det Sandma Holding-ejede Air Alsie. Alsie Express opstod efter at det sønderjyske erhvervsliv, med Danfoss i spidsen, savnede flere daglige flyvninger imellem Sønderborg og Københavns Lufthavn, efter Cimber Sterlings konkurs i maj 2012 og Danish Air Transports overtagelse af ruten umiddelbart efter. Danfoss-fonden gik ind og leasede to fem år gamle ATR 72-500 turbopropfly, som derefter skulle opereres af Air Alsie i det fælles selskab Alsie Express. Flyene ankom fra Nordic Aviation Capital med en bemaling fra Azerbaijan Airlines, da flyene før havde fløjet for det østeuropæiske selskab. Efter en tur hos en maler i Eindhoven, kom flyene tilbage til Danmark i Alsie Express nye matsorte farve.
Flyvningerne startede den 17. juni 2013 med fem daglige returflyvninger på hverdage, og to rotationer både lørdag og søndag. Ugen efter indstillede DAT sine flyvninger til Sønderborg, og Alsie Express blev eneste selskab på ruten til København.

## Flåde
Alsie Express har 2 fly (fra 2021)
| Fly    | antal |
| ------ | ----- |
| ATR 72 | 2     |